# Трофименко, Виктор Иванович
Ви́ктор Ива́нович Трофиме́нко (род. 8 марта 1960, Полтава, Украинская ССР) — полковник ФСБ, участник Афганской, Первой и Второй чеченских войн, Герой Российской Федерации (2001). Сотрудник Управления Федеральной службы безопасности РФ по Белгородской области.

## Биография
Родился 8 марта 1960 года в Полтаве. В 1985 году окончил Полтавское высшее зенитное ракетное командное училище имени генерала армии Н. Ф. Ватутина. Окончил также Высшие курсы военной контрразведки КГБ СССР в Новосибирске, Академию ФСБ РФ.
С 1985 года командовал зенитным артиллерийским взводом, 744-й батареей отдельного зенитного ракетно-артиллерийского дивизиона 7-й воздушно-десантной дивизии. В конце в 1980-х годов участвовал в Афганской войне.
В 1988—1995 годах служил сначала оперуполномоченным, затем старшим оперуполномоченным особого отдела КГБ СССР по 7-й воздушно-десантной дивизии Прибалтийского военного округа, отдела военной контрразведки Министерства службы безопасности РФ по 7-й воздушно-десантной дивизии Северо-Западной группы войск, отдела военной контрразведки Федеральной службы контрразведки РФ по 125-му пограничному отряду Кавказского особого пограничного округа. В 1995—1997 годах начальник отдела ФСБ России по 41-му пограничному отряду Кавказского особого пограничного округа.
В 1997 году поступил на службу в Управление ФСБ РФ по Белгородской области.
Участник обеих чеченских войн.
Указом Президента Российской Федерации от 28 августа 2001 года за мужество и героизм, проявленные при исполнении служебного долга, полковнику Трофименко Виктору Ивановичу присвоено звание Героя Российской Федерации с вручением знака особого отличия — медали «Золотая Звезда».
Живёт и служит в Белгороде, является заместителем начальника Управления ФСБ России по Белгородской области и руководителем Белгородского регионального отделения Общероссийской общественной организации «Российская Ассоциация Героев».
Награждён орденом Мужества, медалями, в том числе «За отвагу».